# Myre (Øksnes)
 For alternative betydninger, se Myre (flertydig). (Se også artikler, som begynder med Myre)
Myre er en fiskeriby og administrationsby i Øksnes kommune i Nordland fylke i Norge. Myre ligger på nordvestsiden af øen Langøya, øst for Prestfjorden i øgruppen Vesterålen.
Myre havde 2.086 indbyggere pr. 1. januar 2018 og et areal på 1,69 km².
- Øksnes rådhus
- Hovedgaden i Myre (Storgata)